# Bridge Constructor Portal
Bridge Constructor Portal — інженерний симулятор і відеогра-головоломка, розроблена ClockStone і видана Headup Games. Гра є частиною серії Bridge Constructor і містить елементи серії ігор Portal, дія якої відбувається в Aperture Laboratories. Гра вийшла на Android, iOS, Linux, macOS і Windows у грудні 2017 року, а для Nintendo Switch, PlayStation 4 і Xbox One — у лютому 2018. Станом на серпень 2018 року було розпродано понад 500 000 копій гри.

## Ігровий процес
Гравець повинний проєктувати та будувати мости, щоб доставити одну або кілька вантажівок з однієї локації в іншу в Aperture Laboratories під наглядом GLaDOS.
Гра поєднує в собі елементи серій Bridge Constructor та Portal. Гравці повинні будувати мости, використовуючи розпірки (які можна перетворити на відрізки доріг) і троси, прикріплені до заздалегідь визначених фіксованих точок на стінах рівня. Обмежена кількість фіксованих точок може змусити гравця будувати самонесучі мости. Вони повинні витримувати власну вагу, та вагу вантажівок, коли ті проїжджають мостом. Елементи з Portal вимагають від гравця спрямовувати вантажівки через мости, переміщатися через портали, перетинати кнопки для відкриття дверей або інших дій, уникати потрапляння в поле зору турелей, контакту зі смертоносною рідиною або лазерними полями, а також використовувати інші елементи ігрового процесу Portal, такі як гелі для прискорення і відштовхування та повітряні панелі віри.
Гравці можуть перемикатися між режимом будівництва, режимом випробування та режимом транспортного засобу, щоб візуалізувати свій задум. Режим тестування імітує фізику рівня, щоб побачити, як компоненти мосту витримують власну вагу. Режим транспортного засобу відправляє одну або кілька вантажівок через рішення гравця. Під час кожного з цих режимів гра показує будь-які стійки або кабелі, які знаходяться під напругою (виділені червоним кольором). Якщо вони перевищать граничне навантаження, то зламаються і призведуть до руйнування мосту. Якщо гравець спроєктував міст, який успішно пропускає один транспортний засіб, він може спробувати відправити колону транспортних засобів через трасу. Ці транспортні засоби випускаються по одному через певні проміжки часу і перевіряються, чи витримують компоненти мосту повторні навантаження, чи не спричиняє перетин шляхів зіткнення.
Обмеження на будівництво на рівні немає, але кожен компонент мосту, розміщений у розчині, має грошову вартість, і перед гравцем стоїть завдання зробити так, щоб загальна грошова вартість була якомога меншою. Гравець розв'язує головоломку, провівши один транспортний засіб, але отримує вищу оцінку, якщо проведе всі транспортні засоби в колоні через міст без пошкоджень.

## Розробка та реліз
Bridge Constructor Portal розроблений ClockStone і виданий Headup Games. Обидві студії протягом 2017 року працювали над наступником своєї відеогри 2011 року Bridge Constructor. Вони співпрацювали з компанією Valve, яка створила та володіє серією Portal, щоб допомогти з ігровими елементами, арт-активами та знаннями з серії. Також до розробки долучилась Еллен Маклейн, для озвучення GLaDOS в грі.
Анонс гри відбувся 6 грудня 2017 року. Реліз відбувся 20 грудня 2017 року для мобільних пристроїв на базі Android та iOS, а також для персональних комп'ютерів на базі Linux, macOS та Windows. Гра вийшла на Nintendo Switch, PlayStation 4 та Xbox One 28 лютого 2018 року.
Версії Xbox One і Windows 10 обмінюються даними між версіями в рамках Xbox Play Anywhere. Включаючи не тільки спільне використання збереження між версіями, але й графічних налаштувань з версії для Windows 10.

## Оцінки й відгуки
| Агрегатор  | Оцінка                                                          |
| ---------- | --------------------------------------------------------------- |
| Metacritic | (PC) 77/100 (iOS) 86/100 (PS4) 78/100 (XONE) 78/100 (NS) 71/100 |

| Видання        | Оцінка |
| -------------- | ------ |
| Destructoid    | 7/10   |
| IGN            | 8/10   |
| PC Gamer (США) | 78/100 |

Portal Bridge Constructor отримав «загалом сприятливі» відгуки, згідно з Metacritic. TJ Hafer, рецензент IGN визнав гру простою та інтуїтивно зрозумілою, але при цьому їй вдалося запропонувати гідний рівень глибини та складності. Він був розчарований тим, що портали залишалися статичними на рівнях і що в грі не було головоломок, які б передбачали розміщення порталів. Хоча він вважає, що гумор не був на рівні з попередніми іграми серії Portal, він зазначив, що естетика та звукове оформлення нагадують ті попередні ігри. Автор Destructoid, Джордан Девор погодився з тим, що гра була простою і що будувати споруди було легко. Він вважає, що темп гри був хорошим протягом першої половини, але до другої половини він вичерпав можливості введення нових механік, вирішивши зосередитися на більшій складності та більшій кількості варіативності у головоломках. Гра була номінована в категорії «Головоломка» на Webby Awards 2018 року. Станом на серпень 2018 року було продано понад 500 000 копій гри.